# جيمس فيلبس (مغني)
جيمس فيلبس (بالإنجليزية: James Phelps)‏ هو مغني أمريكي، ولد في 2 أبريل 1932، وتوفي في 26 أكتوبر 2010 بسبب مرض.